# インテルレクス
インテルレクス（ラテン語: Interrex、複数形: interreges）は、文字通り中間王（羅: inter reges）のことであり、王政並びに共和政ローマ時代に存在した、ごく短期間限定の摂政の一種である。

## 歴史

### 王政時代
インテルレクスは恐らく初代ロームルス王の崩御に伴って作られ、その起源は伝説に包まれている。王政ローマの元老院は当初、新王を決められずにいた。ローマ存続のため、当時100人で構成されていた元老院は10人ずつのグループに分かれ、それぞれのグループから1人を任命して計10人の参事会を作り、1人ずつに次々と5日間交代でインテルレクスの地位を与えて法的権力を継承させた。新王が期限の50日以内に任命されなければ、また新たに同じ手順を踏んだ。彼らが権力を継承した空位期間が1年に及んだ後、ヌマ・ポンピリウスが新王として指名された。
その後に続く王が崩御した際には、元老院によってインテルレクスが任命され、その任務は新王を選ぶためのクリア民会を召集することだった。

### 共和政時代
共和政時代になるとインテルレクスは、内乱あるいは死去といった理由で執政官が任期を全う出来ない場合、新たに執政官を選出する民会召集のために任命された。それぞれのインテルレクスの任期は王政時代と同じく5日間であった。通例として、民会は最初のインテルレクスには召集されず、大抵の場合2人目か3人目のインテルレクスによって開催されたが、時には11人目や14人目の場合もあった。共和政最初の執政官は、ルクレティアの父スプリウス・ルクレティウス・トリキピティヌスによって召集された民会で選出された。共和政下のインテルレクスは、少なくとも紀元前482年までには元老院全体から選ばれるようになっており、王政時代のように限られた10人の中から選ばれるものではなくなっていた。しかし、プレブスからの選出はまだ許容されておらず、平民が元老院議員になれるようになっても、パトリキ出身の議員は平民出身者を排除して会合し選出していた。こうしたことから、インテルレクスが執政官選挙に及ぼす影響力についてはもちろん、その選出方法についても護民官の強い反対があったことが見て取れる。
紀元前4世紀中頃には徐々に独裁官が選挙のために任命されることが増えてきたものの、インテルレクスは第二次ポエニ戦争までは時折任命されていた。その後長く任命されることはなかったが、紀元前82年、ルキウス・コルネリウス・スッラの命によりルキウス・ウァレリウス・フラックスが指名され民会を開催、スッラが独裁官に選出された。紀元前55年にもインテルレクスによって民会が開かれ、グナエウス・ポンペイウスとマルクス・リキニウス・クラッススが執政官に選出された。紀元前53年と52年にも任命され、52年にはポンペイウスを単独執政官に選出した。

## 判明している経験者
紀元前509年スプリウス・ルクレティウス・トリキピティヌス：王権を執政官に継承させる
紀元前482年アウルス・センプロニウス・アトラティヌス
スプリウス・ラルキウス・ルフス
紀元前463年ガイウス・アエミリウス・マメルクス、独裁官またはインテルレクス
紀元前462年プブリウス・ウァレリウス・プブリコラ (紀元前475年の執政官)
紀元前444年ティトゥス・クィンクティウス・カピトリヌス・バルバトゥス
紀元前420年ルキウス・パピリウス・ムギッラヌス (紀元前427年の執政官)
紀元前413年クィントゥス・ファビウス・ウィブラヌス (紀元前423年の執政官)
紀元前396年ルキウス・ウァレリウス・ポティトゥス (紀元前393年の執政官)
クィントゥス・セルウィリウス・フィデナス (紀元前402年の執政武官)
マルクス・フリウス・カミッルス
紀元前391年マルクス・フリウス・カミッルス
ルキウス・コルネリウス・スキピオ (紀元前395年の執政武官)
ルキウス・ウァレリウス・ポティトゥス (紀元前393年の執政官)
紀元前389年プブリウス・コルネリウス・スキピオ (紀元前395年の執政武官)
マルクス・フリウス・カミッルス
紀元前387年マルクス・マンリウス・カピトリヌス
セルウィウス・スルピキウス・カメリヌス
ルキウス・ウァレリウス・ポティトゥス (紀元前393年の執政官)
紀元前355年クィントゥス・セルウィリウス・アハラ
マルクス・ファビウス・アンブストゥス (紀元前360年の執政官)
グナエウス・マンリウス・カピトリヌス・インペリオスス
ガイウス・ファビウス・アンブストゥス
ガイウス・スルピキウス・ペティクス
ルキウス・アエミリウス・マメルキヌス (紀元前366年の執政官)
紀元前352年ルキウス・コルネリウス・スキピオ (紀元前350年の執政官)：独裁官の後の11人目
紀元前351年ガイウス・スルピキウス・ペティクス
マルクス・ファビウス・アンブストゥス (紀元前360年の執政官)
紀元前340年マルクス・ウァレリウス・コルウス
マルクス・ファビウス・アンブストゥスもしくはドルスオ
紀元前332年マルクス・ウァレリウス・コルウス：5人目
紀元前326年ルキウス・アエミリウス・マメルキヌス・プリウェルナス：独裁官の後の14人目
紀元前320年クィントゥス・ファビウス・マクシムス・ルッリアヌス：独裁官2人の後に就任
マルクス・ウァレリウス・コルウス
紀元前298年アッピウス・クラウディウス・カエクス：プレブスの候補者を認めなかった
プブリウス・スルピキウス・サウェッリオ (紀元前304年の執政官)
紀元前291年ルキウス・ポストゥミウス・メゲッルス (紀元前305年の執政官)：自身を執政官候補として選挙実施
紀元前222年クィントゥス・ファビウス・マクシムス・ウェッルコスス
紀元前216年ガイウス・クラウディウス・ケント
プブリウス・コルネリウス・スキピオ・アシナ
紀元前208年クィントゥス・ファビウス・マクシムス・ウェッルコスス
紀元前162年ルキウス・アエミリウス・パウッルス・マケドニクス
紀元前82年ルキウス・ウァレリウス・フラックス (紀元前100年の執政官)：ケントゥリア民会を招集しスッラを独裁官に選出させる
紀元前77年アッピウス・クラウディウス・プルケル (紀元前79年の執政官)
紀元前55年マルクス・ウァレリウス・メッサッラ・ニゲル
紀元前53年クィントゥス・カエキリウス・メテッルス・ピウス・スキピオ・ナシカ
マルクス・ウァレリウス・メッサッラ・ニゲル
紀元前52年マルクス・アエミリウス・レピドゥス
マルクス・ウァレリウス・メッサッラ・ニゲル